# Oscarshem
Oscarshem är ett bostadsområde som är beläget i norra Lund, i stadsdelen Nöbbelöv. Områdets namn härstammar från lantbrukaren Oscar Callmer som 1895 köpte en gård belägen på det nuvarande bostadsområdet. Gården kallas Oscarsgården och finns fortfarande kvar. Den fungerar idag som waldorflekskola och fritidshem.
Oscarshem har även en busshållplats på linje 3 mellan Linero och Norra Nöbbelöv.
Huvuddelen av området byggdes mellan 1959 och 1961, och består huvudsakligen av enplans radhus. Oscarshem byggdes på åkrarna där Slaget vid Lund ägde rum, därför har gatorna namn som minner om detta, exempelvis Svenska vägen och Danska vägen. 